# شین سونگ هون
شین سونگ هون (انگلیسی: Shin Seung-hun؛ زادهٔ ۲۱ مارس ۱۹۶۶) خواننده-ترانه‌پرداز اهل کره جنوبی است. وی از سال ۱۹۹۰ میلادی تاکنون مشغول فعالیت بوده‌است.